# Pistacia malayana
Pistacia malayana es una especie de planta fanerógama  del género pistacia, perteneciente a la familia  Anacardiaceae. Es endémica de Malasia.  

## Taxonomía
Pistacia malayana fue descrita por Murray Ross Henderson y publicado en Gard. Bull. Straits Settlem. 7: 97 1933.
Etimología
Pistacia: nombre genérico que según Umberto Quattrocchi dice que deriva del nombre latíno pistacia para un árbol de pistacho y del griego pistake para la núcula del pistacho. Ambas palabras aparentemente derivan a su vez de un nombre persa o árabe antiguo.
malayana: epíteto geográfico que alude a su localización en Malasia.